# Endostaffella
Endostaffella es un género de foraminífero bentónico de la subfamilia Endostaffellinae, de la familia Endothyridae, de la superfamilia Endothyroidea, del suborden Fusulinina y del orden Fusulinida. Su especie tipo es Endothyra parva. Su rango cronoestratigráfico abarca desde el Tournaisiense superior hasta el Viseense (Carbonífero inferior).

## Discusión
Clasificaciones más recientes incluyen Endostaffella en el suborden Endothyrina, del orden Endothyrida, de la subclase Fusulinana de la clase Fusulinata.

## Clasificación
Endostaffella incluye a las siguientes especies:
- Endostaffella asymmetrica †
- Endostaffella delicata †
  - Endostaffella delicata minima †
- Endostaffella discoidea †
- Endostaffella fucoides †
- Endostaffella parva †
- Endostaffella rozovskayae †
- Endostaffella shamordini †

Otra especie considerada en Endostaffella es:
- Endostaffella barzassiensis †, de posición genérica incierta